# Ruch Radykalny, Społeczny i Liberalny
Ruch Radykalny, Społeczny i Liberalny (fr. Mouvement radical, social et libéral, MRSL) – francuska socjalliberalna partia polityczna.

## Historia
Ruch Radykalny, Społeczny i Liberalny został powołany w grudniu 2017 w wyniku połączenia Lewicowej Partii Radykalnej (PRG) z Partią Radykalną (PR) w jednolite ugrupowanie. Doszło tym samym do zjednoczenia po 45 latach dwóch nurtów francuskich „radykałów” – centrolewicowego (PRG) i centroprawicowego (PR). Współprzewodniczącymi MRSL zostali liderzy obu integrujących się partii – Sylvia Pinel i Laurent Hénart. W listopadzie 2018 ruch dołączył do Partii Porozumienia Liberałów i Demokratów na rzecz Europy.
W ugrupowaniu doszło jednak do sporów na tle współpracy z La République en marche prezydenta Emmanuela Macrona, za czym optowała głównie część partii wywodząca się z PR. Doprowadziło do to rozpadu formacji, w lutym 2019 nastąpiła reaktywacja PRG jako samodzielnego podmiotu, na czele którego stanął Guillaume Lacroix, a do którego dołączyła też Sylvia Pinel. W tym samym roku należący do MRSL Dominique Riquet uzyskał mandat europosła IX kadencji z ramienia koalicji zorganizowanej wokół LREM. We wrześniu 2021 Laurent Hénart ogłosił, że jego ugrupowanie powróciło do nazwy Partia Radykalna.